# 2020年钻石联赛
2020年钻石联赛是由国际田联组织的年度户外田径系列赛的第11个赛季。自2010年创立以来，钻石联赛首次对赛事进行了重大修订。比赛项目数量从32个减少到24个，两站年终总决赛也缩减为一站，分站赛也将增加到15个。在中国举办的分站赛也增加到2个。减少比赛项的目的是为了方便电视台进行转播，将比赛时间压缩到标准的90分钟电视转播格式。 每个分站赛将选择11-12个钻石项目，其它的赛事将不会被转播。失去举办钻石联赛举办资格的赛事将在国际田联洲巡回赛中亮相，它将取代国际田联世界挑战赛作为田径比赛的二级赛事。 
与上一年相比，伯明翰站由于体育场馆的翻修而将比赛场地移至盖茨黑德，而尤金站将在体育馆翻修完成后返回俄勒冈州的尤金。多哈站也将回归卡塔尔体育俱乐部，这是2010年至2018年之间卡塔尔钻石联赛的举办场地。由于罗马奥林匹克体育场的翻新工程，罗马站的比赛将在那不勒斯的圣保罗球场举行。2020赛季的最初计划是将取消斯德哥尔摩站，并将日程表缩短到更短的时间范围内，但在与中国企业集团万达集团达成了冠名赞助协议后，这些计划被取消。
由于新冠疫情，今年钻石联赛的比赛规模被大幅度缩减，将不再是分站赛-总决赛形式的结构化赛事，运动员也将无法获得钻石联赛积分。 
2020年赛季计划举行9场比赛（注意：由于新冠疫情，赛事时间表进行了修订，伦敦，尤金，巴黎，拉巴特，尤金和上海的分站赛被取消。
英國運動員穆罕默德·法拉和荷蘭運動員西凡·哈桑在2020年鑽石聯賽分別打破男子、女子一小時長跑的世界紀錄。